# Gattinara
Gattinara – miejscowość i gmina we Włoszech, w regionie Piemont, w prowincji Vercelli.
Według danych na rok 2004 gminę zamieszkiwało 8610 osób, 260,9 os./km².